# Domingo Faustino Sarmiento Airport
Domingo Faustino Sarmiento Airport är en flygplats i Argentina. Den ligger i den centrala delen av landet, 1 000 km väster om huvudstaden Buenos Aires. Domingo Faustino Sarmiento Airport ligger 597 meter över havet.
Terrängen runt Domingo Faustino Sarmiento Airport är platt. Runt Domingo Faustino Sarmiento Airport är det ganska glesbefolkat, med 40 invånare per kvadratkilometer.. Närmaste större samhälle är San Juan, 11,8 km väster om Domingo Faustino Sarmiento Airport.
Omgivningarna runt Domingo Faustino Sarmiento Airport är i huvudsak ett öppet busklandskap.